# Carlos Areces
Carlos Areces, nato Carlos Areces Maqueda (Madrid, 27 marzo 1976), è un attore e fumettista spagnolo.

## Biografia
Areces ha iniziato la sua carriera d'attore nel 2002, recitando nella serie televisiva La hora chanante. 
Nel 2009 ha recitato nel film Spanish Movie di Javier Ruiz Caldera. Nel 2010 ha interpretato il protagonista del film Ballata dell'odio e dell'amore di Álex de la Iglesia, ruolo che gli ha valso notorietà e apprezzamento da parte della critica. In seguito ha nuovamente collaborato con de la Iglesia recitando nei suoi film Le streghe son tornate (2013) e Mi gran noche (2015). Nel 2013 ha recitato nel cast principale del film Gli amanti passeggeri di Pedro Almodóvar.
Oltre a quella di attore, Areces ha anche una prolifica carriera da fumettista e disegnatore. Ha lavorato come disegnatore e animatore per la serie televisiva a sketch Muchachada nui, nella quale è stato anche uno degli attori principali.

## Filmografia

### Cinema
- Spanish Movie, regia di Javier Ruiz Caldera (2009)
- Campamento Flipy, regia di Rafa Parbus (2010)
- Ballata dell'odio e dell'amore (Balada triste de trompeta), regia di Álex de la Iglesia (2010)
- El Gran Vázquez, regia di Óscar Aibar (2010)
- Il commissario Torrente - Il braccio idiota della legge (Torrente 4: Lethal Crisis), regia di Santiago Segura (2011)
- No lo llames amor... llámalo X, regia di Oriol Capel (2011)
- Extraterrestre, regia di Nacho Vigalondo (2011)
- Lobos de Arga, regia di Juan Martínez Moreno (2011)
- Ghost Academy (Promoción fantasma), regia di Javier Ruiz Caldera (2012)
- Gli amanti passeggeri (Los amantes pasajeros), regia di Pedro Almodóvar (2013)
- Gente en sitios, regia di Juan Cavestany (2013)
- Le streghe son tornate (Las brujas de Zugarramurdi), regia di Álex de la Iglesia (2013)
- Open Windows, regia di Nacho Vigalondo (2014)
- Negociador, regia di Borja Cobeaga (2014)
- Torrente V: Misión Eurovegas, regia di Santiago Segura (2014)
- Pos eso, regia di Samuel Ortí Martí (2014)
- Sexo fácil, películas tristes, regia di Alejo Flah (2014)
- Anacleto: agente segreto, regia di Javier Ruiz Caldera (2015)
- Mi gran noche, regia di Álex de la Iglesia (2015)
- Incidencias, regia di José Corbacho e Juan Cruz (2015)
- Cuerpo de Élite, regia di Joaquín Mazón (2016)
- The Queen of Spain (La reina de España), regia di Fernando Trueba (2016)
- Origini Segrete (Orígenes secretos), regia di  David Galán Galindo (2020)
- Specchio, specchio, regia di Marc Crehuet (2022)

### Televisione
- La hora chanante - serie TV, 10 episodi (2002-2004)
- Muchachada nui - serie TV, 50 episodi (2007-2010)
- El Divo - serie TV (2009)
- Fibrilando - serie TV, 6 episodi (2009)
- Plutón B.R.B. Nero - serie TV, 26 episodi (2008-2009)
- La isla de los nominados - serie TV, 11 episodi (2010)
- Tarancón. El quinto mandamiento - miniserie TV, 2 puntate (2010)
- Museo Coconut - serie TV, 33 episodi (2010-2014)
- Plaza de España - serie TV, 1 episodio (2011)
- Fenómenos - serie TV, 1 episodio (2013)
- Águila Roja - serie TV, 14 episodi (2013-2014)
- Aupa Josu - serie TV, 1 episodio (2014)
- Retorno a Lílifor - serie TV, 7 episodi (2015)
- Web Therapy - serie TV, 1 episodio (2016)

## Riconoscimenti
- 2010 – Fotogrammi d'argento[1]
  - Candidatura come miglior attore cinematografico, per Ballata dell'odio e dell'amore

- 2011 – Premio Sant Jordi de Cinematografía[2]
  - Miglior attore spagnolo, per Ballata dell'odio e dell'amore (condiviso con Antonio de la Torre)

- 2014 – Premios Feroz[4]
  - Candidatura come miglior attore non protagonista, per Gli amanti passeggeri